# 陸鍾琦
陆钟琦（1848年—1911年10月29日），字申甫，顺天府宛平縣人，本籍浙江省萧山縣。清末官员。本传见《清史稿》列傳二百五十六。

## 生平
光绪十五年（1889年），陸中己丑科二甲进士，同年五月，改翰林院庶吉士。
光緒十六年四月，散館，授翰林院編修。
后办理直隶赈灾事宜，受到徐桐赏识。
庚子事变中，徐桐支持义和团，钟琦劝阻，徐桐不采。八国联军入京，钟琦同年进士熙元、宗室寶豐先后遇难，钟琦得知后，悲泣不已，闭门自缢，幸被救下。
光绪二十九年（1903年），任江苏督粮道。
五年后，迁江西按察使，先后调湖南、江苏。
宣统元年（1909年），晋升布政使。
宣统三年（1911年），升任山西巡抚。就职仅一月，辛亥革命爆发，各省独立。钟琦反对革命，叮嘱三子敬熙，并准备殉清，敬熙赴京告知兄长光熙，二人一同返回山西。
九月八日晨，新军起事，攻打巡抚衙门。钟琦斥责说：“尔辈将反邪？”话音未落即中枪殒命。光熙奔出援救，也被打死。清廷下诏褒扬，谥文烈。《清史稿》有传。是辛亥革命唯一一位漢人督抚死於戰事中者。

## 家庭
- 次子：陆光熙。
  - 孙女：陆士嘉，流体力学家，中国第一个空气动力学专业的创办者。
  - 外玄孫：高曉松，音樂人，導演，脫口秀者。
- 三子：陆敬熙。
- 女儿：陆海琴
- 女儿：陆海笙
  - 外孙：顏毓蘅
  - 外孙女：颜一烟，作家，电影艺术工作者。电影《中华女儿》（导演凌子峰）是新中国第一部获国际奖的影片。

## 延伸阅读
[在维基数据编辑]
 在维基文库阅读此作者作品
 《清史稿·卷469》，出自趙爾巽《清史稿》